# Manasterz (gmina)
Manasterz – dawna gmina wiejska istniejąca w latach 1934–1954 w woj. lwowskim i rzeszowskim (dzisiejsze woj. podkarpackie). Siedzibą władz gminy był Manasterz.
Gminę Manasterz utworzono 1 sierpnia 1934 roku w województwo lwowskim, w powiecie przeworskim, z dotychczasowych drobnych gmin wiejskich: Hadle Kańczuckie, Hucisko Jawornickie, Łopuszka Wielka, Manasterz, Medynia Kańczucka, Tarnawka, Widaczów i Zagórze.
Po wojnie gmina Manasterz weszła w skład woj. rzeszowskiego (w powiecie przeworskim). Według stanu z dnia 1 lipca 1952 roku gmina składała się z 8 gromad: Hadle Kańczuckie, Hucisko Jawornickie, Łopuszka Wielka, Manasterz, Medynia Kańczucka, Tarnawka, Widaczów i Zagórze. Gmina Manasterz została zniesiona 29 września 1954 roku wraz z reformą wprowadzającą gromady w miejsce gmin. Jednostki nie przywrócono 1 stycznia 1973 roku po reaktywowaniu gmin.